# Thomas O’Malley

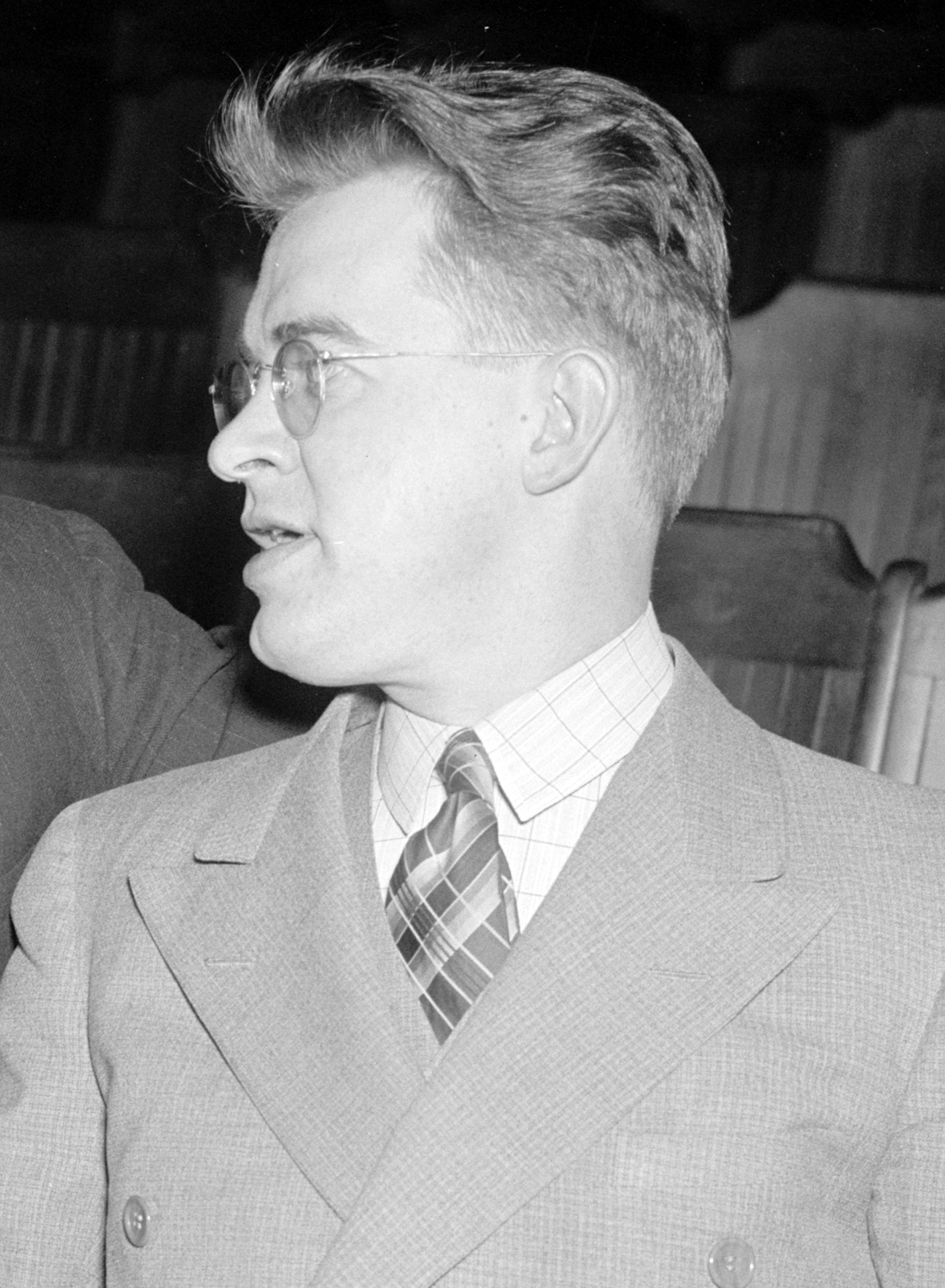
Thomas O’Malley

Thomas David Patrick O’Malley (* 24. März 1903 in Milwaukee, Wisconsin; † 19. Dezember 1979 in Chicago, Illinois) war ein US-amerikanischer Politiker. Zwischen 1933 und 1939 vertrat er den Bundesstaat Wisconsin im US-Repräsentantenhaus.

## Werdegang
Thomas O’Malley war der Sohn von Thomas J. O’Malley (1868–1936), der zwischen 1933 und 1936 Vizegouverneur von Wisconsin war. Er besuchte die öffentlichen Schulen seiner Heimat und danach bis 1920 die Loyola Academy. Anschließend setzte er seine Ausbildung am Loyola College und dem Y.M.C.A. College of Liberal Arts in Chicago fort. In den folgenden Jahren arbeitete er als Verkäufer und Verfasser von Werbetexten. Politisch wurde O’Malley Mitglied der Demokratischen Partei. Im Jahr 1932 war er Delegierter zur Democratic National Convention in Chicago, auf der Franklin D. Roosevelt zum ersten Mal als Präsidentschaftskandidat nominiert wurde. 1928 und 1930 kandidierte er jeweils erfolglos für das US-Repräsentantenhaus.
Bei den Kongresswahlen des Jahres 1932 wurde O’Malley im fünften Wahlbezirk von Wisconsin in das US-Repräsentantenhaus in Washington, D.C. gewählt, wo er am 4. März 1933 die Nachfolge von William H. Stafford antrat. Nach zwei Wiederwahlen konnte er bis zum 3. Januar 1939 drei Legislaturperioden im Kongress absolvieren. In dieser Zeit wurden die meisten der New-Deal-Gesetze der Bundesregierung verabschiedet. Im Jahr 1933 wurde auch der 21. Verfassungszusatz beraten und in Kraft gesetzt. Während seiner Zeit im Kongress war O’Malley Mitglied des Democratic National Congressional Committee.
Bei den Wahlen des Jahres 1938 unterlag er dem Republikaner Lewis D. Thill. Nach seinem Ausscheiden aus dem US-Repräsentantenhaus nahm Thomas O’Malley seine früheren Tätigkeiten wieder auf. Zwischen 1939 und 1956 arbeitete er als regionaler Direktor im Außendienst des Bundesarbeitsministeriums in Chicago. In dieser Stadt blieb er bis zu seinem Tod im Jahr 1979 wohnhaft.